# Taschental
A Taschental a középkori Buda egyik külvárosa volt, nevét valószínűleg a mai Varsányi Irén utca helyén lévő völgyről kapta. Ebben a külvárosban alapította meg Lajos király és anyja 1372-ben a karmelita Irgalmasság anyja kolostorát, ami Három Mária kolostor néven is szerepel. Mellette építette fel egy budai polgár, Olvasógyártó Mihály a Szent Anna kápolnát. A külvárosi fal egyik kapuját is Taschentali kapunak hívták.